# Le Tronchet, Ille-et-Vilaine
Le Tronchet är en kommun i departementet Ille-et-Vilaine i regionen Bretagne i nordvästra Frankrike. Kommunen ligger i kantonen Châteauneuf-d'Ille-et-Vilaine som tillhör arrondissementet Saint-Malo. År 2022 hade Le Tronchet 1 204 invånare.

## Befolkningsutveckling
Antalet invånare i kommunen Le Tronchet
Referens:INSEE